# Böhmische Masse
Die Böhmische Masse oder Böhmisches Massiv (tschechisch Český masiv oder Česká vysočina „Böhmisches Hochland“, polnisch: Masyw Czeski) ist das geologisch alte Rumpfgebirge in Tschechien und angrenzenden Gebieten in Österreich, Deutschland und Polen. Es ist als stark erodierter Rest eines jungpaläozoischen Faltengebirges ein charakteristisches Element der Geologie Mitteleuropas und Teil der europäischen Mittelgebirgsschwelle.

## Geografie

### Oberflächengestalt
Die Böhmische Masse bildet großteils flachere Landschaften. Die Rumpffläche nördlich der Donau ist geprägt durch sanfte Mulden und Täler sowie weitgespannte, niedrige Rücken und Kuppen. Aus dem sauren Grundgestein haben sich vor allem Braunerden entwickelt, in Mulden und ebenen Flächen auch vom Grundwasser beeinflusste Gley-Böden.
Wie in anderen Gebirgen der europäischen Mittelgebirgsschwelle sind die Talstrukturen unregelmäßiger und weniger scharf gegliedert als im vergleichsweise jungen Decken- und Faltengebirge der Alpen. Orografisch gleichförmiger sind hingegen die Hochflächen. Die Durchbruchstäler, die zu dieser geologischen Region gehören, sind die Wachau, der Strudengau, das Donautal von Vilshofen über Passau und die Schlögener Schlinge bis Aschach.

### Geografische Gliederung
Das böhmische Massiv im weiteren Sinne kann in folgende Einheiten untergliedert werden:
- Nordbegrenzung (Erzgebirge und Sudeten, von West nach Ost)
  - Erzgebirge
  - Elbsandsteingebirge
  - Oberlausitz (mit Lausitzer Bergland und Lausitzer Gebirge)
  - Riesengebirge
  - Altvatergebirge
- Südwestbegrenzung (Böhmerwald im erweiterten Sinne)
  - Oberpfälzer Wald
  - Bayerischer Wald
- Süd- und Südostabdachung:
  - Gratzener Bergland
  - Österreichisches Gneis- und Granithochland, die hohen und tief zerfurchten Rumpfflächen des österreichischen Mühl- und Waldviertels mit dem Weinsberger Wald und Böhmerwald in anderen Gebieten.
  - Böhmisch-Mährische Höhe zwischen Budweis und Brünn
- Kleinere Streifen gibt es auch südlich der Donau:
  - Dunkelsteinerwald und Hiesberg der Wachau
  - Neustadtler Platte des Strudengau
  - Kürnberger Wald bei Linz
  - Sauwald zwischen Eferding und Passau
  - Neuburger Wald in bayerischen Passauerland

### Geomorphologische Klassifizierung in Tschechien
- System: Hercynisch
- Untersystem: Hercynisches Gebirge

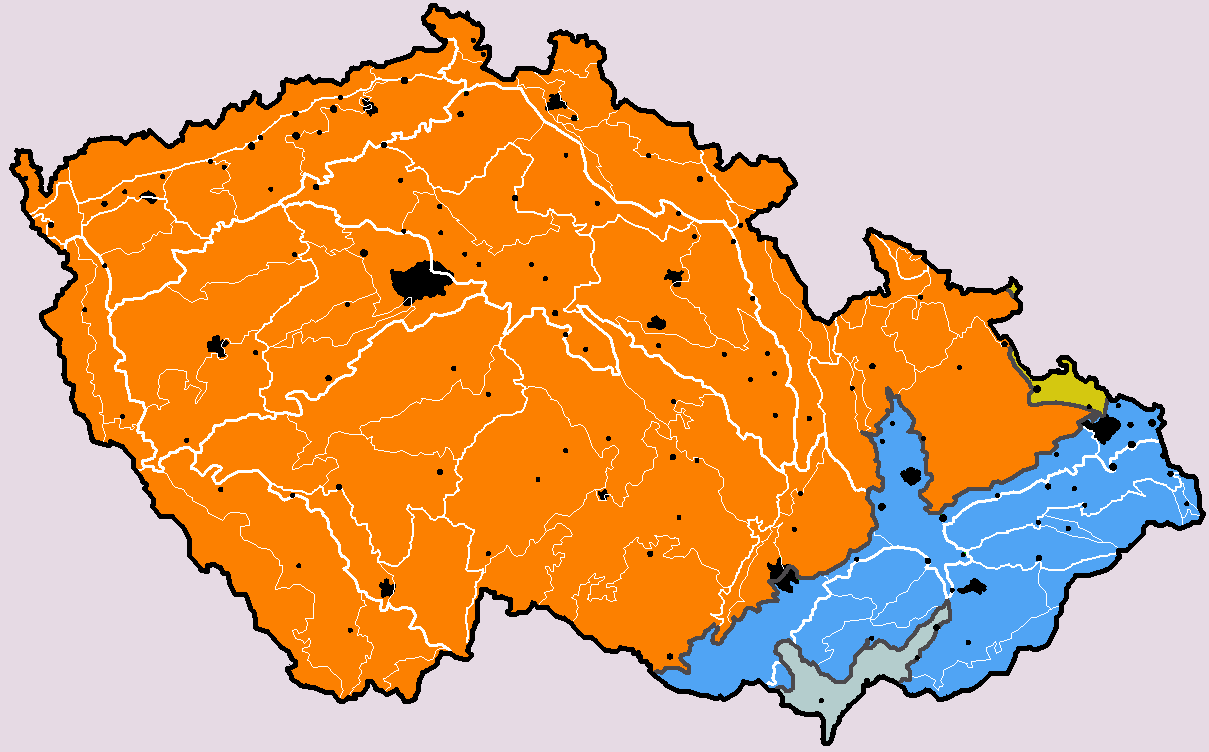
Böhmische Masse
Mitteleuropäisches Tiefland
Westkarpaten
Westpannonisches Becken

- Provinz: Böhmische Masse (Česká vysočina)

Es handelt sich um eine geomorphologische Provinz, die einen großen Teil der Tschechischen Republik einnimmt (ganz Böhmen und einen Teil Mährens). Sie reicht auch weit über die Grenzen Tschechiens hinaus in die Nachbarländer Österreich, Deutschland und Polen. Eingeteilt ist das Gebiet dieser Geomorphologischen Provinz in sechs Subprovinzen (subprovincie) oder Systeme (soustava):
- Böhmerwald-Subprovinz (Šumavská subprovincie)
- Böhmisch-Mährische Subprovinz (Českomoravská subprovincie)
- Erzgebirgs-Subprovinz (Krušnohorská subprovincie)
- Riesengebirge-Gesenke-Subprovinz (Sudeten-Subprovinz) (Krkonošsko-jesenická subprovincie)
- Beraun-Subprovinz (Poberounská subprovincie)
- Böhmisches Tafelland (Česká tabule)

## Geologie

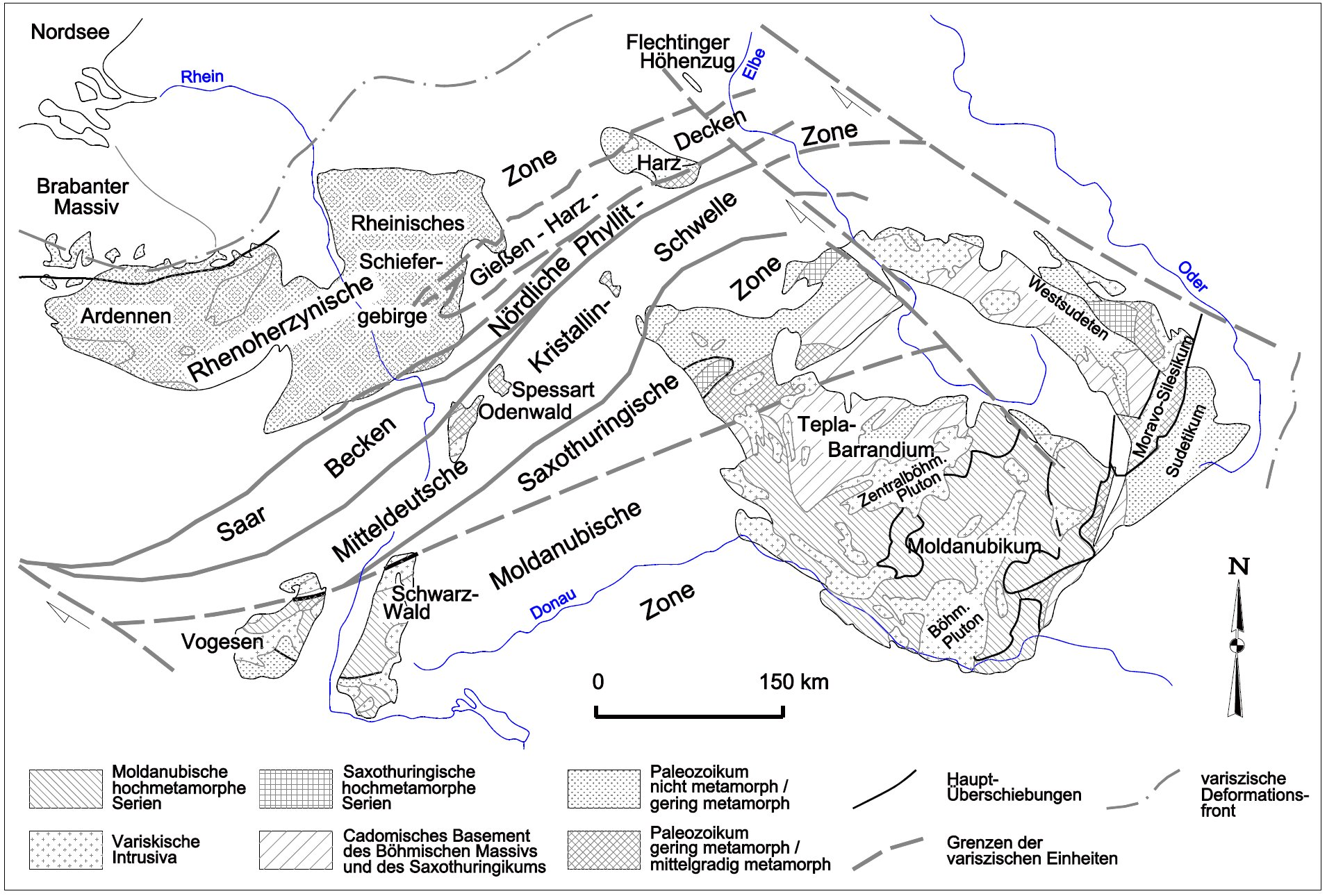
Das Böhmische Massiv (Teplá-Barrandium und Moldanubikum) als Teil der Varisziden in Mitteleuropa

### Geologische Gliederung
Das Böhmische Massiv bildet zusammen mit dem Schwarzwald und den Vogesen den Zentralbereich des mitteleuropäischen variszischen Gebirges.
Die Tschechische Stratigraphische Kommission hat mit Beschlüssen aus den Jahren 1992 und 1994 folgende sechs regionalgeologische Einheiten für das Böhmische Massiv festgelegt:
- Moldanubische Zone
- Kuttenberg-Svratecká Zone
- Bohemikum (Mittelböhmische Zone)
- Sächsisch-Thüringische Zone (südöstl. Teil vom Saxothuringikum)
- Westsudetische Zone
- Moravosilesikum (Mährisch-Schlesische Zone)

### Gesteine
Die Böhmische Masse besteht aus kristallinen Gesteinen, vornehmlich aus Graniten und Gneisen. Die erstgenannten Tiefengesteine und Umwandlungsgesteine lagern im Süden und Westen, setzen sich aber in der nördlichen Umrandung von Böhmen fort. Die metamorphen Gesteine aus Gneis und kristallinen Schiefern liegen großteils im inneren Ring sowie in Mähren und Niederösterreich.

## Geologische Störungen
Vom Südrand der Böhmischen Masse ziehen mehrere Störungszonen nach Nordosten. Es sind dies die Rodl-, die Vitiser und die Diendorfer Störung, die auch am Satellitenbild auszumachen sind. Diagonal dazu verlaufen die Donau-Störung, die Pregarten-Störung und die Klam-Störung.

### Das Böhmische Massiv und die Alpen
Die Böhmische Masse lag während des Paläozoikums, Mesozoikums- und Känozoikums im tropisch-subtropischen Klimabereich. Erst im jüngeren Tertiär drehte die Eurasische Platte nach Norden.
Die Böhmische Masse war Widerlager der Alpidischen Gebirgsbildung. Sie wird auch als kristallines Grundgebirge bezeichnet, weil sie über weite Gebiete unter die jüngeren Formationen der Ostalpen und der Molasse des Alpenvorlandes zu liegen kam. Es handelt sich teilweise um tektonische Überschiebungen von weit mehr als 100 Kilometern, angetrieben durch die Afrikanische Platte und ihre Norddrift. Diese löste vor etwa 30 Millionen Jahren die alpidische Gebirgsbildung und weiträumige Bewegungen aus.
Unter den Nordalpen befinden sich die Gesteine der Böhmischen Masse als langer, flach deformierter Streifen. Beim Traunstein – etwa 60 Kilometer südlich der Donau bei Linz und damit fast 100 Kilometer vom heutigen Rumpfgebirge entfernt – liegt dieses Kristallin in 7 bis 10 Kilometer Tiefe. Die Dichteanomalien machen nur wenige Prozent aus, lassen sich aber trotz dieser Tiefen im lokalen Schwerefeld nachweisen.

## Bodenschätze
Im Gegensatz zu Harz, Ural und anderen variszischen Gebirgen gibt es in der Böhmischen Masse kaum Lagerstätten von Erzen. Dagegen sind Granite, Granodiorite und wenige Diorite in vielen Steinbrüchen erschlossen. Kaolin wird z. B. in Schwertberg abgebaut.
Im Ortsteil Kropfmühl der Stadt Hauzenberg wird Graphit abgebaut (siehe Hauzenberger Graphit).
Südlich von Prag, Tschechien lagert eines der größten Goldvorkommen in Europa. Aktuell bestehen Planungen, dieses auszubeuten.